# Mohamed Abdelaziz (homme politique algérien)
Pour les articles homonymes, voir Mohamed Abdelaziz (homonymie) et Abdelaziz.
Mohamed Abdelaziz, né le 17 novembre 1924 et décédée a une date Inconnue, est un homme politique algérien. Membre du Front de libération nationale, il fut député de la première circonscription électorale de la wilaya de Laghouat au cours des première (1977-1982), deuxième (1982-1987) et troisième (1987-1992) législatures.